# Сент-П'єр (Монтана)
Сент-П'єр (англ. St. Pierre) — переписна місцевість (CDP) в США, в окрузі Гілл штату Монтана. Населення — 364 особи (2020).

## Географія
Сент-П'єр розташований за координатами 48°14′38″ пн. ш. 109°48′58″ зх. д. / 48.24389° пн. ш. 109.81611° зх. д. (48.243932, -109.816090).  За даними Бюро перепису населення США в 2010 році переписна місцевість мала площу 20,91 км², уся площа — суходіл.

## Демографія
Згідно з переписом 2010 року, у переписній місцевості мешкало 350 осіб у 88 домогосподарствах у складі 74 родин. Густота населення становила 17 осіб/км².  Було 95 помешкань (5/км²).
Расовий склад населення:
| - 98,0 % — корінних американців - 1,1 % — білих |

До двох чи більше рас належало 0,9 %. Частка іспаномовних становила 1,1 % від усіх жителів.
За віковим діапазоном населення розподілялося таким чином: 38,9 % — особи молодші 18 років, 56,0 % — особи у віці 18—64 років, 5,1 % — особи у віці 65 років та старші. Медіана віку мешканця становила 26,0 року. На 100 осіб жіночої статі у переписній місцевості припадало 105,9 чоловіків;  на 100 жінок у віці від 18 років та старших — 118,4 чоловіків також старших 18 років.
Середній дохід на одне домашнє господарство  становив 52 670 доларів США (медіана — 43 500), а середній дохід на одну сім'ю — 55 369 доларів (медіана — 45 250). Медіана доходів становила 42 321 долар для чоловіків та 32 083 долари для жінок. За межею бідності перебувало 13,9 % осіб, у тому числі 17,3 % дітей у віці до 18 років та 0,0 % осіб у віці 65 років та старших.
Цивільне працевлаштоване населення становило 127 осіб. Основні галузі зайнятості: освіта, охорона здоров'я та соціальна допомога — 33,1 %, публічна адміністрація — 29,1 %, мистецтво, розваги та відпочинок — 9,4 %, будівництво — 7,1 %.